# Goephanes notabilis
Goephanes notabilis är en skalbaggsart som först beskrevs av Leon Fairmaire 1905.  Goephanes notabilis ingår i släktet Goephanes och familjen långhorningar.
Artens utbredningsområde är Madagaskar. Inga underarter finns listade i Catalogue of Life.